# Alta muntanya
L'alta muntanya és un terreny muntanyenc, relativament elevat però d'altitud no específica que té condicions geogràfiques particulars de neu, gel, clima, radiació ultraviolada, etc., i en què existeixen riscos associats per a les persones si s'hi exposen.
En guies de natura generalistes als Països Catalans, l'alta muntanya es correspon als termes més tècnics dels estatges subalpí i alpí. És a dir, més o menys per sobre dels 1.600 metres, depenent del microclima i l'encarament (solana, obaga), etc. En llocs amb muntanyes més altes o de contrades més boreals o septentrionals, també inclouria l'estatge nival.
Per sota de l'alta muntanya es troba la muntanya mitjana (o estatge montà), seguida de la terra baixa (o estatge basal).

## Perills associats
Alguns dels perills que es poden experimentar a l'alta muntanya són:
- Temperatures extremadament baixes
- Caigudes de llamps
- Allaus de neu
- Radiació solar intensa
- Despreniments de roques i pedres
- Caigudes des de gran altura
- A grans altures, falta d'oxigen
- Encontres amb animals salvatges
- En barranquisme i altres esports aquàtics, ofegament
- Desorientació